# Bloc Party
Bloc Party (транскр. Блок парти) енглеска је музичка група из Лондона.
Група је у првих пар година постојања променила неколико назива, међу којима су и The Angel Range, Diet и Union. Од септембра 2003. носи назив Bloc Party, настао поигравањем са термином журка у блоку (енгл. block party), који означава неформални фестивал у крају на којем као забављачи могу бити ангажоване и локалне групе.

## Чланови

### Садашњи
- Келе Окереке — главни вокал, ритам гитара, семплер, електрични клавир (1999—данас)
- Расел Лисак — соло гитара, програмирање (1999—данас)
- Џастин Харис — бас-гитара, пратећи вокал, синтесајзер, глокеншпил (2015—данас)
- Луиз Бартл — бубањ, удараљке, пратећи вокал (2015—данас)

### Бивши
- Гордон Моукс — бас-гитара, пратећи и повремено главни вокал, синтесајзер, електронски бубањ, глокеншпил (2002—2015)
- Мет Тонг — бубањ, удараљке, пратећи вокал (2002—2013)

## Дискографија

### Студијски албуми
- (2005)
- (2007)
- (2008)
- (2012)
- (2016)
- (2022)

### издања
- (2004)
- (2004)
- (2005)
- (2012)
- (2013)
- (2016)
- (2023)

### Албуми уживо
- (2019)

### Албуми ремикса
- (2005)
- (2009)

## Награде и номинације
- Награда Меркјури

| Година | Категорија   | Номиновано дело | Исход      |
| ------ | ------------ | --------------- | ---------- |
| 2005.  | Албум године |                 | Номинација |

## Наступи у Србији
| Датум         | Место    | Простор                 | Напомене                 | Изв.        |
| ------------- | -------- | ----------------------- | ------------------------ | ----------- |
| 14. јул 2013. | Нови Сад | Петроварадинска тврђава | у оквиру фестивала Егзит | [ 3 ] [ 4 ] |